# Nycerella
Nycerella is een geslacht van spinnen uit de familie springspinnen (Salticidae).

## Soorten
De volgende soorten zijn bij het geslacht ingedeeld:
- Nycerella aprica (Peckham & Peckham, 1896)
- Nycerella decorata (Peckham & Peckham, 1893)
- Nycerella delecta (Peckham & Peckham, 1896)
- Nycerella donaldi (Chickering, 1946)
- Nycerella melanopygia Galiano, 1982
- Nycerella neglecta Galiano, 1982
- Nycerella sanguinea (Peckham & Peckham, 1896)
  - Nycerella sanguinea paradoxa (Peckham & Peckham, 1896)
- Nycerella volucripes Galiano, 1982